# Еверетт Клейр Олсон
Еверетт Клейр Олсон (англ. Everett Claire Olson) — американський геолог і палеонтолог. Займався вивченням еволюції ранніх хребетних.

## Біографія
Олсон народився в місті Ваупака, штат Вісконсин. Виріс у Гінсдейл, штат Іллінойс. Олсон вивчав геологію у Чиказькому університеті. Там здобув ступінь бакалавра, закінчив аспірантуру та здобув ступінь доктора філософії у 1935 році.

### Робота
Був керівником кафедри біології в Каліфорнійському університеті у Лос-Анджелесі. Був членом Національної академії наук та провідним науковцем Центру вивчення еволюції та походження життя (CSEOL).
Олсон відкрив масове вимирання тварин і рослин, яке відбулося 273 млн років тому. Він зауважив, що між ранньопермскою і середньопермською фаунами відсутня спадкоємність: вони суттєво різняться, причому зміна виявляється дуже швидкою, плавного переходу немає. Причому ця різка зміна стосується багатьох груп організмів: рослин, морських безхребетних, чотириногих. Це вимирання згодом дістало назву «Олсонове вимирання». Окреслив низку викопних таксонів. Серед його досліджень варто відмітити описання родів ранніх амфібій Slaugenhopia, Trimerorhachis та Waggoneria.

## Вшанування

### Нагороди
- 1980 — медаль Палеонтологічного товариства
- 1987 — медаль Ромера-Сімпсона

### Епоніми
На честь Олсона названі:
- вид капторінід Reiszorhinus olsoni
- клада темноспондильних амфібій Olsoniformes